# Короткокоготный кенгуру
Короткокоготный кенгуру, или уздечный кенгуру, или карликовый кенгуру (лат. Onychogalea frenata) — сумчатое млекопитающее семейства кенгуровых. Эндемик Австралии. Встречается в небольших обособленных популяциях в Квинсленде.

## Таксономия
Вид был научно описан Джоном Гульдом в 1840 году как [Macropus] Frenatus. В 1841 году Гульд описал тот же самый таксон под названием Macropus fraenatus, и такое написание видового имени получило широкое распространение в научной литературе. В современных источниках помещается в род когтехвостых кенгуру под названием Onychogalea frenata или Onychogalea fraenata, причём первое название имеет приоритет как более старое.

## Описание
Короткокоготный кенгуру длиной от 43 до 70 см, хвост длиной от 36 до 73 см. Масса составляет от 4 до 9 кг, при этом самцы значительно крупнее и тяжелее чем самки. Задние конечности большие и сильные, передние — значительно короче. Хвост длинный и мускулистый, на вершине хвоста небольшая, наподобие гвоздя шпора. Шерсть на верхней стороне преимущественно серого цвета, нижняя сторона белёсая. Характерны белые полосы в форме поводьев, идущие от центра шеи за ушами по плечам вниз к брюху. В области бёдер также имеются белые, но часто незаметные полосы.

## Распространение
Раньше вид был широко распространён в восточной Австралии. Сегодня его популяция ограничена тремя маленькими областями в Квинсленде. Проживает на краю эвкалиптового леса и зарослях акаций.

## Образ жизни
Эти кенгуру активны на рассвете или ночью. В течение дня они отдыхают в высокой траве или в низких гнёздах, ночью они отправляются на поиски корма. Они живут чаще поодиночке, иногда в период большой засухи образуют группы. Их питание состоит преимущественно из трав, как у всех кенгуру у них многокамерный желудок, помогающий лучше усваивать трудно перевариваемый растительный корм.

## Размножение
Определенного сезона размножения нет и при хороших условиях самки могут вырастить до трёх детёнышей в год. Беременность длится 21—26 суток. Рождается обычно один детёныш, реже два. Вскармливание молоком длится 190—245 дней. Половая зрелость у самок наступает в 4,5—9 месяцев, у самцов — в 9—14 месяцев.